# Lammassaari (ö i Norra Savolax, Norra Savolax, lat 63,83, long 26,45)
Lammassaari är en ö i Finland. Den ligger i sjön Näläntöjärvi och i kommunen Kiuruvesi i den ekonomiska regionen  Övre Savolax ekonomiska region  och landskapet Norra Savolax, i den centrala delen av landet, 400 km norr om huvudstaden Helsingfors. Öns area är 1 hektar och dess största längd är 140 meter i sydväst-nordöstlig riktning.